# Зингертас, Линас
Линас Зингертас (лит. Linas Zingertas; род. 26 января 2002, Мариямполе) — литовский футболист, нападающий клуба «Судува».

## Карьера

### Молодёжная карьера
Воспитанник футбольной академии «Мариямполе». В 2017 году футболист перешёл в литовский клуб «Судува», на протяжении года в которой выступал за юношескую команду. В конце января 2018 года футболист перешёл в итальянский клуб «Эллас Верона», где стал игроком команды до 17 лет. Летом 2019 года футболист был переведён в молодёжную команду. В феврале 2021 года на правах арендного соглашения перешёл в итальянский клуб «Сона». Провёл за клуб 7 матчей, отличившись забитым голом в итальянской Серии D. В апреле 2021 года получил травму и выбыл до конца сезона. В июле 2021 года покинул клуб и получил статус свободного агента. 

### «Судува»
В феврале 2022 года футболист вернулся в литовский клуб «Судува». Дебютировал за клуб 5 апреля 2022 года в матче против клуба «Джюгас», выйдя на замену на 76 минуте. Дебютный гол за клуб забил 7 мая 2022 года в матче Кубка Литвы против клуба «Экранас». В июле 2022 года вместе с клубом отправился на квалификационные матчи Лиги конференций УЕФА. Дебютировал на еврокубковом турнире 28 июля 2022 года в ответном матче против датского клуба «Виборг». На протяжении сезона оставался игроком скамейки запасных.
В начале 2023 года футболист готовился к новому сезону с основной командой литовского клуба. Первый матч в сезоне сыграл 11 марта 2023 года против клуба «Хегельманн», выйдя на замену на 75 минуте. Первым результативным действием в сезоне отличился 5 апреля 2023 года в матче против клуба «Дайнава», отдав голевую передачу. За первую половину сезона футболист отличился за клуб своей единственной результативной передачей, проведя 17 матчей во всех турнирах.

### «Трансинвест»
В июле 2023 года футболист перешёл в литовский клуб «Трансинвест». Дебютировал за клуб 29 июля 2023 года в матче против клуба «Няптунас», выйдя на замену на 53 минуте. Дебютный гол за клуб забил 16 августа 2023 года в матче Кубка Литвы против клуба «Банга». Дебютный гол в чемпионате забил 30 августа 2023 в матче против клуба «ФА Шяуляй B». Футболист быстро закрепился в основной команде клуба. Вместе с клубом стал обладателем Кубка Литвы, где в финале 1 октября 2023 года победили клуб «Шяуляй», а сам футболист отличился победным голом. По итогу сезона футболист также стал победителем чемпионата, всего за клуб отличившись 3 забитыми голами во все турнирах. В конце 2023 года футболист покинул клуб по окончании срока действия контракта.

### «Судува»
В феврале 2024 года футболист вернулся в литовский клуб «Судува».

## Международная карьера
Летом 2017 года футболист дебютировал за юношеские сборные Литвы до 16 лет и до 17 лет. В марте 2019 года футболист дебютировал за юношескую сборную Литвы до 19 лет в товарищеских матчах против сверстников из Беларуси. В октябре 2019 года вместе со сборной отправился на квалификационные матчи юношеского чемпионата Европы до 19 лет. На турнире забил свой дебютный гол за сборную в матче 14 октября 2019 года против Румынии.
В июне 2022 года вместе с молодёжной сборной Литвы отправился на квалификационные матчи молодёжного чемпионата Европы. Дебютировал за сборную 7 июня 2022 года в матче против сборной Северной Ирландии. 

## Достижения
«Трансинвест»
- Обладатель Кубка Литвы: 2023
- Победитель Первой лиги: 2023

## Статистика
| Сезон    | Дивизион | Клуб        | Страна      | Матчи | Голы |
| -------- | -------- | ----------- | ----------- | ----- | ---- |
| 2020/21  | Д4       | Сона        | Флаг Италии | 7     | 1    |
| 2022     | Д1       | Судува      | Флаг Литвы  | 11    | 0    |
| 2023 (1) | Д1       | Судува      | Флаг Литвы  | 16    | 0    |
| 2023 (2) | Д2       | Трансинвест | Флаг Литвы  | 11    | 1    |